# Инчукалнские гудронные пруды
Инчукалнские гудронные пруды находятся в Инчукалнском крае и образовались в результате многолетней хозяйственной деятельности предприятий Советской Латвии.

## Предыстория
В 50-80-е годы 20-го века с различных предприятий советской Латвии, преимущественно с Рижского нефтеперерабатывающего завода в район Инчукалнса вывозились и сливались в водоёмы отходы производства медицинских и парфюмерных масел — сернокислый гудрон.
В среднем в год в северную часть карьера вывозилось 16 тысяч тонн отходов. Северная часть занимает площадь в 1,5 гектара и содержит объём в 9 тысяч кубометров смеси песка и гудрона.
С 1981 года отходы начали сливать в южную часть песчаных карьеров, которая занимает площадь в 1,6 гектара и содержит объём ядовитых отходов в 64 тысячи кубометров сернокислого гудрона. Отходы состоят в основном из масел, асфальтенов, сульфоновой кислоты и серной кислоты.

## Влияние на экологическую обстановку
Место вывоза отходов советского производства сегодня известно как «Инчукалнсские гудронные пруды» и считается одним из самых загрязненных мест в Латвии.

## Катастрофа и её последствия
В 2014 году эксперты Министерства охраны среды и регионального развития (МОСРР) признали, что территория проникновения заражённых грунтовых вод с каждым годом приближается к Гауе и порекомендовали ускорить работы по проекту санации прудов. Количество ядовитой смеси в самих прудах оценивается специалистами в сто тысяч кубометров.

## Ликвидация последствий

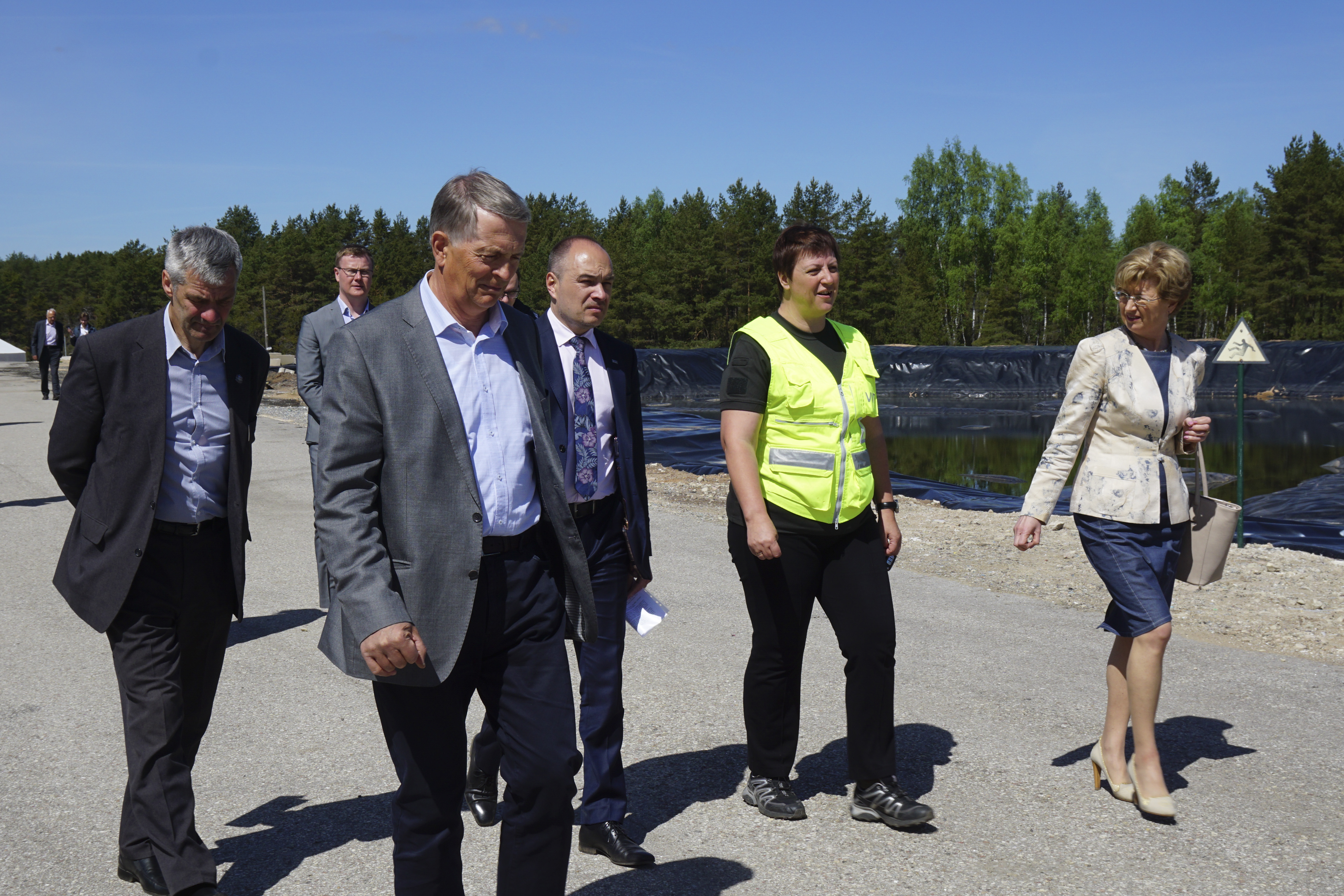
Посещение ревизионной комиссией Сейма гудронных прудов (2017)

В июле 2012 года компания Skonto buve планировала начать вывоз гудрона из Инчукалнса. Для подготовки транспортировки гудрон собирался и перерабатывался на месте, возле Инчукалнского гудронного пруда, для безопасной транспортировки на цементный завод «Cemex» в Броцены. Уже было вывезено примерно 4000 кубометров очищенной воды. Также из пруда было поднято 500 тонн гудрона и переработано в черную сыпучую массу не представляющую опасности для окружающих. Переработанный гудрон сжигался в печах «Cemex» при производстве цемента.
 (А после продажи этого предприятия «Cemex», эту же часть работы выполнял новый владелец цементного завода — ООО «SCHWENK Latvija».) Первоначально проект планировали завершить к 2015 году.
К первой половине 2020 года были завершены работы по санации Северного гудронного пруда. В 2017 году на проведение работ по санации прудов, окружающей территории и откачку загрязнённых грунтовых вод было выделено 29,3 миллиона евро. Из них 24,9 миллионов евро составляет финансирование Европейским фондом регионального развития и 4,4 миллиона евро — из госбюджета Латвии.
Всего при очистке Северного пруда выполнены следующие работы:
- выемка и утилизация грунта загрязненного серной смолой — всего 7265 м³;
- использованная для работ на территории доломитовая крошка — всего 26 800 м²;
- создан мелиоративный рельеф с вертикальным и горизонтальным водонепроницаемым защитным барьером и системой отвода поверхностных вод;
- с помощью технологии обратного осмоса было откачано и очищено 108 016 м³ загрязненных подземных вод.

Работы по санации Южного пруда планируется завершить к февралю 2021 года. Пока работы не будут завершены, будет вестись постоянный мониторинг поверхностных, подземных вод и воздуха.